# ポヴィーリオ
ポヴィーリオ（伊: Poviglio）は、イタリア共和国エミリア＝ロマーニャ州レッジョ・エミリア県にある、人口約7,100人の基礎自治体（コムーネ）。

## 地理

### 位置・広がり

#### 隣接コムーネ
隣接するコムーネは以下の通り。
- ボレット
- ブレシェッロ
- カステルノーヴォ・ディ・ソット
- ガッターティコ

### 気候分類・地震分類
ポヴィーリオにおけるイタリアの気候分類 (it) および度日は、zona E, 2443 GGである。
また、イタリアの地震リスク階級 (it) では、zona 3 (sismicità bassa) に分類される。

## 行政

### 分離集落
ポヴィーリオには以下の分離集落（フラツィオーネ）がある。
- Casalpò, Enzola, Fodico, Godezza, San Sisto

## 姉妹都市
- Plédran、フランス